# Jiménez, Chihuahua
Jiménez är en ort i Mexiko.   Den ligger i kommunen Meoqui och delstaten Chihuahua, i den nordvästra delen av landet, 1 200 km nordväst om huvudstaden Mexico City. Jiménez ligger 1 125 meter över havet och antalet invånare är 31 054.
Terrängen runt Jiménez är platt åt nordväst, men åt sydost är den kuperad. Runt Jiménez är det glesbefolkat, med 9 invånare per kvadratkilometer. Närmaste större samhälle är Ciudad Delicias, 17,3 km söder om Jiménez. Omgivningarna runt Jiménez är i huvudsak ett öppet busklandskap.